# Глазово (Печорский район)
Глазово — деревня в Кулейской волости Печорского района Псковской области.
Расположена на северо-западном побережье Псковского озера, близ границы с Эстонией. Неподалёку есть ещё ряд деревень: к югу — Киршино, к западу — Замошье, к северу — Дрисливик.

## Население
Численность населения деревни составляет 35 жителей по состоянию на 2000 год.
| 2001 | 2002 | 2010 |
| ---- | ---- | ---- |
| 35   | →35  | ↘33  |

## Топографические карты
- Лист карты O-35-XVI Пылва. Масштаб: 1 : 200 000. Издание 1980 г.